# Le Bon Gros Géant
Pour les articles homonymes, voir Le Bon Gros Géant (homonymie) et BGG.
Le Bon Gros Géant ou BGG (titre original : The BFG) est un roman pour enfants écrit par l'écrivain britannique Roald Dahl en 1982.

## Résumé
Le roman Le Bon Gros Géant raconte l'histoire de Sophie, une fillette orpheline de 8 ans, qui, un soir, est enlevée par un géant. Loin de manger des enfants comme elle le croyait, le B.G.G lui explique, parlant de façon étrange, qu'il souffle des rêves dans les oreilles des enfants. Mais dans son pays, il y a aussi des géants encore plus grands que lui, qui, eux, sont féroces et dévorent les enfants. Lui, il se nourrit de schnockombres, qui sont « dégoutâbles », comme il dit, mais boit un breuvage appelé frambouille qui est « savourable », dont les bulles vont vers le bas et qui le fait « crépiter » (péter). Il lui montre comment il attrape de beaux rêves et les encapsule dans des bocaux pour ensuite les distribuer aux enfants. Un jour, il attrape un cauchemar qu'il décide d'utiliser pour provoquer une bagarre entre les géants méchants. Plus tard, le BGG explique à Sophie que les neuf méchants géants (avaleur de chair fraîche, étouffe chrétiens, croqueur d'os, mâcheur d'enfants, empiffreur de viande, gobeur de gésiers, écrabouilleur de donzelles, buveur de sang et enfin garçon bouché) vont manger des milliers d'enfants à travers le monde. Sophie lui conseille alors d'approcher la reine d'Angleterre et parlementer avec elle pour qu'elle fasse capturer et emprisonner ses congénères malfaisants. Le B.G.G souffle à l'oreille de la reine un cauchemar sur les géants mangeurs d'hommes et la convainc de les poursuivre. Les chefs des États attaqués par les géants confirment à la reine leurs dégâts et celle-ci, après avoir honoré le B.G.G avec un copieux petit déjeuner, demande à l'armée britannique de faire une incursion dans le pays des géants. L'armée, avec des hélicoptères et guidée par le B.G.G et par Sophie, attrape les géants et les emprisonne. Comme récompense, on construit un immense château pour le B.G.G et une cabane mitoyenne pour Sophie, qui y recevront pendant de nombreuses années des cadeaux de remerciement de la part de presque tous les pays. Le B.G.G écrit un livre qui est précisément celui que nous venons de lire.

## Adaptations
Le roman a été adapté en un téléfilm d'animation, The BFG, réalisé par Brian Cosgrove et diffusé à la télévision britannique en 1989.
Steven Spielberg a réalisé une adaptation en prise de vues réelles, Le Bon Gros Géant, sortie en 2016.
À noter que la petite Sophie du roman est prénommée ainsi en référence à la propre petite fille de Roald Dahl, fille de Tessa Dahl et de l'acteur Julian Holloway.